# COSMOS J100054.13+023434.9
COSMOS J100054.13+023434.9は、ろくぶんぎ座の方角に約122億光年離れた位置にあるスターバースト銀河である。カリフォルニア工科大学にあるアメリカ航空宇宙局のスピッツァー科学センターで発見された。その速い星形成速度から、最も明るいスターバースト銀河であることで知られており、ベビーブーム銀河という俗称が使われている。銀河系の星形成が1年当たり平均で10個であるのに対し、COSMOS J100054.13+023434.9の星形成は、1年当たり4000個にも達する。

## 発見
COSMOS J100054.13+023434.9は、2008年に様々な波長の多数の望遠鏡を用いた観測で発見された。ハッブル宇宙望遠鏡とマウナ・ケア山にある日本の国立天文台ハワイ観測所すばる望遠鏡は、最初に可視光域で銀河を検出したが、その遠さのために、目立たない染みのように見えた。スピッツァー宇宙望遠鏡とジェームズ・クラーク・マクスウェル望遠鏡により、それぞれ赤外線とサブミリ波でこの銀河を観測して初めて、公式に発見されたことになった。

## 奇妙な振舞い
COSMOS J100054.13+023434.9では、年当たり4000個以上の恒星が誕生していることから、このように渾名されることとなった。この速さでは、これまで観測された最大の銀河に匹敵する大きさになるまで、わずか5000万年しか要しないことになる。この発見は、銀河は他の銀河の欠片等を吸収しながらゆっくりと成長するものであるという、銀河の形成と進化についての従来受け入れられたモデルについて再考を迫るものであった。もう1つの奇妙な側面は、宇宙が誕生してわずか14億年の時に誕生しているという事実である。
「この銀河はベビーブームのさなかにあり、ほとんどの恒星が一斉に生み出されている」とスピッツァー科学センターのピーター・カパックは語った。「もし我々人類が同じようなベビーブームを経験しているとすれば、今日生きているほとんど全ての人が同じ年齢であるだろう。」
ハッブル宇宙望遠鏡のCosmic Evolution Survey (COSMOS)プロジェクトの主任調査員であるカリフォルニア工科大学のニック・スコヴィルは、こう返答する。「我々は、宇宙で最も大きい楕円銀河の1つの形成の過程を初めて目撃しているのかもしれない。」

## 色
画像中の赤い部分では新しい恒星が誕生し、1年に4000もの恒星が生まれる。緑はガスであるが、青は星形成が不活発な別の銀河である。